# NMB48のナイショで限界突破!
『NMB48のナイショで限界突破!』（エヌエムビーフォーティーエイトのナイショでげんかいとっぱ!）は、2014年4月23日から2015年9月21日までBSスカパー!で放送されていたバラエティ番組である。
2014年9月24日まではIDOL REVUE枠で放送されていたが、同年10月6日から単独番組化。月1回の放送だったが月2回の放送になった。2016年3月27日、2017年2月19日、2018年1月27日、2019年1月27日に特別番組が放送。

## 出演者
- ロバート(MC)
  - 山本博（#12と#13はボクシングの練習のため休み）
  - 秋山竜次
  - 馬場裕之
- NMB48

## 概要
NMB48が他のアイドルに差をつけるために、色々なことに挑戦していく番組。
放送内容
※は、スタジオには参加せずVTRのみの出演。
| #     | 放送日         | アシスタント | 限界突破人 | 備考                                        |
| ----- | -------------- | ------------ | --- | ------------------------------------------- |
| 1     | 2014年 4月23日 | 岸野里香     | 木下春奈、松岡知穂、薮下柊、山田菜々、與儀ケイラ |                                             |
| 2     | 5月28日        | 門脇佳奈子   | 上枝恵美加、川上千尋、久代梨奈、近藤里奈 |                                             |
| 3     | 6月25日        | 梅田彩佳     | 磯佳奈江、沖田彩華、古賀成美、村上文香 |                                             |
| 4     | 7月23日        | 岸野里香     | 井尻晏菜、加藤夕夏、三田麻央、矢倉楓子、渡辺美優紀 |                                             |
| 5     | 8月27日        | 門脇佳奈子   | 黒川葉月、上西恵、西村愛華、薮下柊、山本彩、吉田朱里 |                                             |
| 6     | 9月24日        | 梅田彩佳     | 川上礼奈、久代梨奈、渋谷凪咲、村瀬紗英 |                                             |
| 7     | 10月6日        | 岸野里香     | 木下百花、白間美瑠、谷川愛梨、室加奈子、山田菜々、※古賀成美、※林萌々香 |                                             |
| 8     | 10月20日       | 岸野里香     | 木下百花、白間美瑠、谷川愛梨、室加奈子、山田菜々、 ※石田優美、※鵜野みずき、※大段舞依、※川上礼奈、※木下春奈、※上西恵、 ※中野麗来、※西澤瑠莉奈、※松岡知穂、※松村芽久未、※矢倉楓子、※山岸奈津美 |                                             |
| 9     | 11月3日        | 門脇佳奈子   | 加藤夕夏、岸野里香、上西恵、高野祐衣、日下このみ |                                             |
| 10    | 11月17日       | 岸野里香     | 加藤夕夏、門脇佳奈子、上西恵、高野祐衣、日下このみ、※山岸奈津美 |                                             |
| 11    | 12月1日        | 梅田彩佳     | 岸野里香、木下春奈、木下百花、小谷里歩、須藤凜々花、※市川美織、※城恵理子 |                                             |
| 12    | 12月18日       | 岸野里香     | 梅田彩佳、木下春奈、木下百花、小谷里歩、須藤凜々花、※松岡知穂、※森田彩花 |                                             |
| 13    | 2015年 1月5日  | 門脇佳奈子   | 東由樹、磯佳奈江、梅田彩佳、沖田彩華、藤江れいな、※石塚朱莉、※小谷里歩、※谷川愛梨 |                                             |
| 14    | 1月19日        | 梅田彩佳     | 東由樹、磯佳奈江、沖田彩華、門脇佳奈子、藤江れいな、※小谷里歩、※矢倉楓子 |                                             |
| 15    | 2月2日         | 岸野里香     | 門脇佳奈子、近藤里奈、高野祐衣、村瀬紗英、吉田朱里、※川上千尋 |                                             |
| 16    | 2月16日        | 門脇佳奈子   | 岸野里香、近藤里奈、高野祐衣、村瀬紗英、吉田朱里、※山口夕輝 |                                             |
| 17    | 3月2日         | -            | 沖田彩華、門脇佳奈子、岸野里香、日下このみ、久代梨奈、谷川愛梨 | わがままロケ権争奪!メダル大決算SP           |
| 18    | 3月16日        | -            | 山田菜々 (ゲスト：はるな愛、阿藤快、篠原ともえ、望月理恵、竹内紫麻) | 山田菜々卒業SP スキルアップツアー           |
| 19    | 4月6日         | 岸野里香     | 門脇佳奈子、木下春菜、渋谷凪咲、上西恵、須藤凜々花、松岡知穂、薮下柊 |                                             |
| 20    | 4月20日        | 門脇佳奈子   | 明石奈津子、岸野里香、渋谷凪咲、上西恵、須藤凜々花、松岡知穂、山尾梨奈 |                                             |
| 21    | 5月4日         | 木下春奈     | 市川美織、門脇佳奈子、白間美瑠、谷川愛梨、林萌々香 |                                             |
| 22    | 5月18日        | 門脇佳奈子   | 市川美織、木下春奈、白間美瑠、谷川愛梨、林萌々香 |                                             |
| 23    | 6月1日         | 藤江れいな   | 梅田彩佳、加藤夕夏、木下春奈、矢倉楓子、渡辺美優紀 |                                             |
| 24    | 6月15日        | 梅田彩佳     | 加藤夕夏、木下春奈、藤江れいな、矢倉楓子、渡辺美優紀、※三田麻央 （ゲスト：佐田正樹・バッドボーイズ）                                                                                         |                                             |
| 25    | 7月6日         | 岸野里香     | 磯佳奈江、太田夢莉、門脇佳奈子、小谷里歩、※渋谷凪咲 |                                             |
| 26    | 7月20日        | 門脇佳奈子   | Genkai Topper：日下このみ、見届け人：岸野里香、ゲスト：久代梨奈 |                                             |
| 27    | 8月3日         | 門脇佳奈子   | 磯佳奈江、市川美織、太田夢莉、岸野里香、小谷里歩、※谷川愛梨 |                                             |
| 28    | 8月17日        | 岸野里香     | 門脇佳奈子、渋谷凪咲、城恵理子、須藤凜々花、薮下柊、※川上千尋 |                                             |
| 29    | 9月7日         | 門脇佳奈子   | 岸野里香、渋谷凪咲、城恵理子、須藤凜々花、薮下柊、※石塚朱莉 |                                             |
| 30    | 9月21日        | -            | 川上千尋、渋谷凪咲、薮下柊 | 渋谷凪咲わがままロケSP 北海道ぱくぱくツアー |
| 特番1 | 2016年 3月27日 | 岸野里香     | 太田夢莉、沖田彩華、古賀成美、村瀬紗英、谷川愛梨、内木志、林萌々香、矢倉楓子 | 謎のうた ワクワク発表会                     |
| 特番2 | 2017年 2月19日 | 藤江れいな   | 岩田桃夏、梅山恋和、太田夢莉、沖田彩華、久代梨奈、小嶋花梨、 須藤凜々花、谷川愛梨、西仲七海、本郷柚巴、水田詩織、村瀬紗英、 矢倉楓子、山本彩加、吉田朱里、※堀詩音、※山本彩                   | 新入生とドキドキ発表会                      |
| 特番3 | 2018年 1月27日 | 村瀬紗英     | 井尻晏菜、岩田桃夏、太田夢莉、加藤夕夏、川上千尋、小嶋花梨、 渋谷凪咲、上西怜、白間美瑠、矢倉楓子、山田寿々                                                                                  | ボコスカガチンコ対決                        |
| 特番4 | 2019年 1月27日 | 白間美瑠     | 大田莉央奈、久代梨奈、小嶋花梨、渋谷凪咲、堀ノ内百香、溝渕麻莉亜、 村瀬紗英、山本彩加、※安部若菜、※加藤夕夏、※小林莉奈、※城恵理子、 ※山田寿々、見学人：横野すみれ、VTR出演：山本彩           | GO！GO！レボリューション！                  |

### 特別番組
謎のうた ワクワク発表会
放送日時: 2016年3月27日（日）16:30 - 18:30
秋山Pから出された「オレがプロデュースするから曲を作れ!」という指令にNMBメンバーが2チームに分かれて挑戦。お題をクリアするため、山本博率いる大阪チーム（沖田・谷川・村瀬・矢倉）は「新しい大阪」をテーマに、馬場率いる京都チーム（太田・古賀・内木・林）は「料理」をテーマに、それぞれ歌のネタ探しのロケを実施した。秋山Pが大阪チームと京都チームのロケを基に曲を制作し、3月7日にそれぞれのチームが公開収録となった発表会で観客を前に楽曲を発表した。
新入生とドキドキ発表会
放送日時: 2017年2月19日（日）19:00 - 21:00
「新入生」チーム（岩田・梅山・小嶋・西仲・堀・本郷・水田・山田寿・山本彩加）と、先輩メンバー（太田・沖田・久代・須藤・谷川・村瀬・矢倉・山本彩・吉田）に分かれ「バトントワリング」「切り絵」「同姓同名探し」「ケータリング料理」「ラップ」「ボウリング」「ファッションショー」の7つのジャンルで対決を行う。「ファッションショー」では各チームのリーダーがメンバーの衣装のコーディネートや自身の衣装のデザインや制作を担当し、観客の前でウォーキングを披露した。
ボコスカガチンコ対決
放送日時: 2018年1月27日（土）18:00 - 20:00
「チーム白間」（岩田・加藤・川上・渋谷・白間・山田寿）と、「チーム太田」（井尻・太田・小嶋・上西怜・矢倉）に分かれ三本勝負で対戦を行う。第1回戦はチーム白間からは白間、岩田が崖登りに、チーム太田からは太田、井尻が弓道に挑戦した。第2回戦は団体戦を行い、レンジャー訓練で対決した。第3回戦は両チームにロバート山本、馬場を加え、としまえんを舞台に脱出ゲームで対決した。
GO！GO！レボリューション！
放送日時: 2019年1月27日（日）18:00 - 20:00
ケイビング、焼肉限界BINGO、カバーダンス、国旗暗記にNMB48メンバーが挑戦。加藤、堀ノ内、山田寿が洞窟でケイビングを行い、小林、城、溝渕、山本彩加が牛角のメニューで焼肉BINGOに挑戦、安倍、大田、小嶋、村瀬がサビ100曲のサビの振り付けを暗記することに挑戦した。また、久代が国連加盟国193カ国の国旗暗記に挑戦した。

## コーナー
ナイショで限界突破!（#1 - 29）
番組のメイン企画。メンバーが色々な事に挑戦し、自分の限界突破を目指す。限界突破出来たか出来てないかはロバートとスタジオにいるメンバーが判定する。第7回からはリニューアルし、秋山が限界突破と認めたメンバーには、「Genkai Topper メダル」が贈呈される。メダルが5枚貯まると自分のやりたい企画ができる「わがままロケ券」が獲得できる。
持ちネタ限界突破!（#1 - 6）
今まで内緒にしていた凄いワザを披露し、秋山が限界突破出来たか出来てないかを判定する。
ナイショのチクリ箱（#7 - 10）
メンバーが限界に感じている事を書かれた紙が入った箱から紙を取り暴露するコーナー。
| #  | チクリメンバー               |
| -- | ---------------------------- |
| 7  | 近藤里奈、古賀成美           |
| 8  | 森田彩花、谷川愛梨、村上文香 |
| 9  | 河野早紀、古賀成美           |
| 10 | 山内つばさ、上枝恵美加       |
限界突破!わたしがNo.1（#7 - 28）
メンバーが体を張って限界に挑戦しNo.1を決めるコーナー。No.1になれば「ナイショで限界突破!」と同じメダルが贈呈される。
| #  | 競技                            | No,1                 |
| -- | ------------------------------- | -------------------- |
| 7  | タライ止め                      | 谷川愛梨             |
| 8  | テーブルクロス引き              | なし                 |
| 9  | うなぎつかみ取り                | 日下このみ           |
| 10 | 台車でチキンレース              | 日下このみ           |
| 11 | ぐるぐるバット パン食い競走     | 岸野里香             |
| 12 | ひらひらお札キャッチ            | 木下春奈             |
| 13 | スポーツ吹き矢                  | 沖田彩華             |
| 14 | 英語で伝えて限界突破            | 門脇佳奈子           |
| 15 | マシュマロキャッチ              | 岸野里香、高野祐衣   |
| 16 | パターゴルフ                    | 近藤里奈             |
| 19 | お尻風船割りで限界突破!         | 渋谷凪咲             |
| 20 | フリスビーで限界突破!           | 渋谷凪咲             |
| 21 | スーパーボール玉入れで限界突破! | 谷川愛梨             |
| 22 | 空き缶タワーで限界突破!         | 市川美織             |
| 23 | バランスボールで限界突破!       | 加藤夕夏             |
| 25 | かき氷早食いで限界突破!         | 磯佳奈江、門脇佳奈子 |
| 27 | 尻相撲で限界突破!               | 岸野里香             |
| 28 | おにぎり早握りで限界突破!       | 城恵理子             |
里歩散歩（りぽさんぽ）（#11 - 14）
犬と仲良くなるのが特技の小谷里歩が、街で出会う犬を鳴かせるという企画。
ナイショで丸秘VTRクイズ（#15 - 30）
メンバーのオーディションの映像を使ってその当時のコメントからクイズが出題される。
| #  | オーディジョンVTR    |
| -- | -------------------- |
| 15 | 山本彩、岸野里香     |
| 16 | 吉田朱里、村瀬紗英   |
| 25 | 太田夢莉、門脇佳奈子 |
| 26 | 日下このみ           |
| 27 | 磯佳奈江、小谷里歩   |
| 28 | 城恵理子             |
| 30 | 渋谷凪咲             |
Kawaiian TV連動 らしくないクイズ（#19 - 23）
Kawaiian TVで放送されている番組『NMB48 アイドルらしくない!!』とのコラボ企画。メンバーが自分に関するクイズを出題する。番組内では1人のメンバーのクイズしか放送されていないが、『NMB48 アイドルらしくない!!』で他のメンバーのクイズが放送されている。
| #  | 出題者   |
| -- | -------- |
| 19 | 上西恵   |
| 20 | 渋谷凪咲 |
| 21 | 谷川愛梨 |
| 22 | 白間美瑠 |
| 23 | 矢倉楓子 |
加藤夕夏 ギターに本気で挑戦（#23 - 29）
加藤がギターに挑戦する企画。2015年8月15日に行われた『NMB48リクエストアワーセットリストベスト100』昼公演にて「初めての星」を披露した。

## 関連番組
- NMB48 こんなに番組をやらせてもらっていいんですかっ!?（2013年6月5日放送）[8]
- NMB48 チーム別でやったんで!祭り2014
  - チームBII編（2014年2月23日放送）
  - チームN編（2014年3月23日放送）
  - チームM編（2014年3月30日放送）
- NMB48 3rd Anniversary Special Live （2013年10月13日生中継） - 林萌々香の正規メンバーへの昇格を発表、城恵理子NMB48復帰発表。
- NMB48西日本ツアー2013 12月31日〜あと271日〜2013.4.4@オリックス劇場（2013年6月9日放送）[8]
- NMB48チームM大阪ツアー2014〜ベンチ温めてました〜 3/20オリックス劇場（2014年5月25日放送）
- NMB48 Tour 2014 in Summer 9/30パシフィコ横浜国立大ホール（2014年10月12日放送）
  - 番組とコラボ企画も行われライブにはMCのロバートも参加した。
- NMB48 Arena Tour 2015 大阪城ホール（2015年2月4日生中継） - 城恵理子、鵜野みずきら当時の研究生12名全員が正規メンバーへの昇格を発表。
- NMB48 アイドルらしくない!!（Kawaiian TV、番組内でコラボが実現している）
- 山本彩 LIVE TOUR 2016 ～Rainbow～ 11.22＠Zepp Namba（2017年9月16日[9]、2017年8月6日にスカパー!4K 総合でも放送）